# عدنان بن محمد العوامي
عدنان بن محمد العوامي، شاعر من أبناء القطيف، ويعد أحد أبرز الأدباء المعاصرين في المملكة العربية السعودية.

## حياته الشخصية
هو عدنان السيد محمد محفوظ العوامي، ولد في بلدة التوبي في القطيف، تلقى تعليمه الأولي في الكتاتيب، فتعلم القرآن الكريم، ومبادئ القراءة والكتابة والحساب، وحصل على الشهادة الابتدائية بنظام المنازل (الانتساب) عام 1384هـ وواصل تثقيف نفسه ذاتياً. كما تعلم اللغة الإنجليزية حتى أتقنها.
تحمل العوامي مسؤولية الإنفاق على أسرته، فعمل في أعمال عدة منها: الزراعة وسكة الحديد، ثم انتقل للعمل في الظهران، وعمل في وظائف حكومية كان آخرها رئيس بلدية القديح.

## حياته العملية
بدأ بنشر أعماله الأدبية سنة 1383iهـ/1963م،
حيث بدأ مسيرته الأدبية بكتابة المقال، والقصة، والمسرحية وسرعان ما تحول منها إلى الشعر، ونشر أغلب إنتاجه في الصحف والمجلات المحلية والعربية، وقد لاقت شاعرية العوامي إعجابًا على المستوى المحلي في السعودية وعلى المستوى الخليجي، فقد كان من الشباب النابعين في الأدب والفكر وحصيف الرأي والتفكير. وانتهج العوامي في شعره النمط التقليدي بشكل عام مع وجود صور وأخيله في شعره تقترب من التجديد.
تناول أعماله العديد من النقاد والمتابعين للحركة الشعرية أمثال: نايف رشدان ومهدي السويدان وسيد حسن العوامي وعبد الله بـن علي ثقفان والشيخ علي المرهون و عبد الكريم الحقيل وعبد العلي السيف و غازي القصيبي الذي قال عنه «غريب في زمن غريب» 
اتفق بعضهم على جودة شعر العوامي وبساطة تعبيره، وتوقد خياله، وصدق عاطفته وإحساسه، بالإضافة إلى تمكنه من الجمع بين الأصالة الفنية والتجديد. كما يتميز شعره بالإنسيابية والتدفق والخيال الواسع، ويتخلله التصوير في معاني بلاغية واضحة، وهدف شعري سامٍ. وفي شعره يقول أحد الدراسين: «تحس حين تقرأ شعره أنك أمام شاعر مطبوع، تجد فيه نفحات الشعر الأصيل، ومع إطالته والتزامه النمط التقليدي إلا أنك لا تمل من قراءته، وهذا يدل على أصالته وتملكه أدواته الفنية».
كُرِّم في اثنينية عبد المقصود خوجة في جدة، وتُرجم له العديد من المصادر التي تؤرخ للحركة الأدبية في المملكة العربية السعودية. نُشرت قصائده عبر إلقائه لها من خلال إذاعة الرياض في برنامج أوراق شاعر، كما قرأت إذاعة أبو ظبي مختارات من قصائده. شارك في مهرجان الشعر لدول مجلس التعاون الخليجي في الرياض عام 1408هـ، وهو الآن مدير تحرير مجلة الواحة الفصلية.

## أعماله

### مؤلفاته
- ديوان شاطئ اليباب. (الديوان الأول وقد صدرت طبعته الأولى عن مطابع الفرزدق بالرياض عام 1412هـ/1992م، ويضم الديوان (39) قصيدة جميعها على الشعر العمودي وهي متفاوتة في طولها وقصرها).[4]
- ينابيع الظمأ. (الديوان الثاني وهو يكشف عن جوانب عديدة من روحه ومعاناته وأدبه)
- رحلة يراع. (من تأليفه فيما يخص السيرة والتاريخ واللغة والفنون)
- قطوف وحروف. (من تأليفه فيما يخص مجال التاريخ والتراث والأدب)[8]

### مؤلفات غيره لكنه قام بالإعداد والتدقيق وكتابة المقدمة والنشر
- بقايا الرماد (ديوان شعري لعبد الوهاب بن حسن المهدي)
- عنوان الحب (ديوان لمحمد رضي الشماسي)
- سيدتي الكلمة (لمحمد رضي الشماسي)
- شيخة (رواية تاريخية واقعية لعلي بن حسن أبو السعود)[8]

## وصلات خارجية
- "القطيف في عيون عدنان العوامي" (دراسة فنية تحليلية لصورة القطيف في ديوان (شاطئ اليباب)). 2007. {{استشهاد ويب}}: |archive-date= requires |archive-url= (مساعدة)